# Handvest van de grondrechten van de Europese Unie
Het Handvest van de grondrechten van de Europese Unie is een document dat de grondrechten van de burgers van de Europese Unie opsomt. Het handvest werd in 2000 formeel aangenomen door het Europees Parlement, de Raad van de Europese Unie en de Europese Commissie. Op 12 december 2007 is het Handvest herzien. Het Verdrag betreffende de Europese Unie bevat een expliciete verwijzing naar dit handvest. Het Handvest heeft dezelfde juridische waarde als verdragen.

## Geschiedenis
Het Hof van Justitie van de Europese Gemeenschappen oordeelde in 1996 dat de verdragen die ten grondslag liggen aan de Europese Unie haar niet toestaan toe te treden tot het Europees Verdrag voor de Rechten van de Mens. Als reactie hierop gaf de Europese Raad, waarin de regeringsleiders van alle lidstaten zetelen, in 1999 de aanzet tot het opstellen van het Handvest middels het in het leven roepen van een conventie. Deze conventie, die bestond uit afgevaardigden van nationale overheden en parlementen, alsmede het Europees Parlement en de Commissie, rondde in oktober 2000 haar werk af. De ontwerptekst werd vervolgens goedgekeurd door de Europese Raad op 13 oktober, het Europees Parlement op 14 november en de Commissie op 6 december. De voorzitters van deze instellingen kondigden het Handvest gezamenlijk af op 7 december te Nice. Op 12 december 2007 is het Handvest in Straatsburg herzien. In 2010 werd een oproep uitgeschreven voor dichters om van het Handvest een 80 minuten durende voorstelling te maken met poëzie, muziek, dans en multimedia-elementen. Dit om het bewustzijn te vergroten en om de juridische tekst te vereenvoudigen in meer begrijpelijke taal. Viviane Reding, de Europese Commissaris voor Justitie, Vrijheid & Veiligheid, schreef echter een brief aan de directeur van het FRA waarin ze het idee afkeurde op grond van kosten en hem opdroeg het project te annuleren.
In maart 2024 werd er uiteindelijk toch een interpretatie van het Handvest uitgevoerd door de leerlingen 4 Woord van Kunsthumaniora Brussel.

## Inhoud
Het Handvest bevat 54 artikelen, voorafgegaan door een korte preambule. De grondrechten zelf zijn onderverdeeld in zeven hoofdstukken:
- Waardigheid van de persoon
- Vrijheid
- Gelijkheid
- Solidariteit
- Burgerschap
- Gerechtigheid
- Algemene Bepalingen

De provisies van het Handvest zijn, krachtens artikel 51, enkel van toepassing op handelingen van gemeenschapsinstellingen zoals de Commissie of de Raad, met inachtneming van het subsidiariteitsbeginsel.

## Rechtskracht
Het huidige Handvest bevat een opsomming van politieke, economische en sociale mensenrechten. Het Handvest is vergelijkbaar met de Universele Verklaring van de Rechten van de Mens, een in 1948 door de Verenigde Naties opgesteld document, het Europees Verdrag voor de Rechten van de Mens uit 1950, en het Europees Sociaal Handvest uit 1961.
De gesneuvelde Europese Grondwet, die in 2005 werd afgewezen bij nationale referenda in Frankrijk en Nederland, bevatte een integrale versie van het Handvest. Als de Grondwet door alle lidstaten geratificeerd zou zijn geweest, had het Handvest automatisch rechtskracht verkregen. Na het falen van de Europese Grondwet is het Verdrag van Lissabon gesloten. Dit verdrag bevat het Verdrag betreffende de Europese Unie (VEU) en het Verdrag betreffende de werking van de Europese Unie (VWEU). In het VEU is vastgelegd dat de Europese Unie de rechten, vrijheden en beginselen die zijn vastgelegd in het Handvest erkennen. Hierdoor verkreeg het document met de inwerkingtreding van dit verdrag ook rechtskracht.
Volgens artikel 51 lid 1 van het Handvest is deze gericht tot de instellingen, organen en instanties van de Europese Unie en de lidstaten. Voor de lidstaten heeft het Handvest alleen rechtskracht indien zij EU wetgeving (o.a. de verdragen, verordeningen, richtlijnen) uitvoeren.
Voorafgaand aan het ratificatieproces van het Verdrag van Lissabon, werd een herziene versie van het Handvest op 12 december 2007 ondertekend door Hans-Gert Pöttering, José Manuel Barroso en José Sócrates, op dat moment de voorzitters van respectievelijk het Europees Parlement, de Europese Commissie en de Raad van de Europese Unie.
Het Verenigd Koninkrijk en Polen hebben door middel van een protocol bij het Verdrag van Lissabon laten vastleggen, dat de rechten die in het Handvest staan genoemd niet voor hun nationale rechter kunnen worden ingeroepen, tenzij deze rechten elders in de wet zijn verankerd. Deze provisie stelt in werkelijkheid weinig voor, aangezien het Handvest enkel alle rechten bijeenbrengt in één document die veelal al elders in het acquis communautaire geregeld zijn. Daarnaast zijn uitspraken van het Europees Hof van Justitie bindend in alle lidstaten, ongeacht uitzonderingsposities zoals die zijn verkregen door de Britten en Polen.
Voor de werkingssfeer van de bepalingen uit het Handvest is artikel 51 van belang:

Art. 51 Werkingssfeer
 1. De bepalingen van dit Handvest zijn gericht tot de instellingen, organen en instanties van de Unie met inachtneming van het subsidiariteitsbeginsel, alsmede, uitsluitend wanneer zij het recht van de Unie ten uitvoer brengen, tot de lidstaten. (...)
2. Dit Handvest breidt het toepassingsgebied van het recht van de Unie niet verder uit dan de bevoegdheden van de Unie reiken, schept geen nieuwe bevoegdheden of taken voor de Unie, noch wijzigt het de in de Verdragen omschreven bevoegdheden en taken.

Artikel 51, lid 2 van het Handvest stelt dat deze het toepassingsgebied van het recht van de EU niet verder uitbreidt en dat deze geen nieuwe bevoegdheden of taken toekent of wijzigt.